# A.K.A.
A.K.A. (acrónimo para Also Known As) é o oitavo álbum de estúdio da cantora norte-americana Jennifer Lopez, lançado a 17 de Junho de 2014 através da Capitol Records.

## Antecedentes
Após o lançamento do single "Dance Again" em Abril de 2012, Jennifer Lopez afirmou que não tinha certezas de que seria o início da promoção de um álbum de grandes êxitos ou do novo disco de originais. Em Maio, foi editado "Goin' In", presente na banda sonora do filme Step Up Revolution, e a cantora continuava com dúvidas porque considerava dever uma colectânea à sua editora discográfica anterior, Epic Records, para concluir o seu contrato. "Devo um álbum de grandes êxitos à editora... ou posso seguir em frente e começar um novo projecto. Ainda não decidi", afirmou. Por fim, Lopez acabou por optar pela primeira opção ao lançar Dance Again... The Hits a 24 de Julho de 2012. A edição do trabalhou acabou por coincidir com o início da primeira digressão mundial da artista, Dance Again World Tour, que durou até ao final desse mesmo ano. Para focar-se na sua música e filmes, Jennifer acabou por deixar o seu lugar no júri do concurso de talentos American Idol, considerada pelos média como a plataforma para o rejuvenescimento da sua carreira após um período de menor apelo comercial.

## Lançamento
A 1 de Janeiro de 2013, a artista anunciou através da sua conta no Twitter que o seu oitavo álbum de estúdio seria lançado durante o ano, servindo como sucessor a Love? (2011). Após anunciar que seria em Novembro, Lopez acabou por adiar para 2014 quando em Março considerou o dia 17 de Junho como possível data: "Sinto como se fosse o primeiro disco novamente, porque é o décimo álbum e é muito especial para mim".
A 29 de Abril de 2014, a cantora revelou que estava a considerar dois títulos para escolher como nome do projecto, sendo eles Same Girl e AKA. A capa de arte que acabou por confirmar o título do disco foi lançada a 1 de Junho, mostrando a cantora com um vestido vermelho.

## Alinhamento de faixas
| Edição padrão  |                                      | |                         |         |  |
| N.º            | Título                               | Compositor(es) | Produtor(es)            | Duração |  |
| 1.             | "A.K.A." (com T.I.)                  | Leon Youngblood, Steven Franks, Terence Coles, Trevion Stokes, Mark Pitts, Kristina Stephens, Clifford Joseph Harris Jr., Jennifer Lopez  | RoccStar, Franks(a)     | 3:48    |  |
| 2.             | "First Love"                         | Max Martin, Savan Kotecha, Ilya Salmanzadeh                                                                                               | Max Martin, Salmanzadeh | 3:35    |  |
| 3.             | "Never Satisfied"                    | Alejandro Salazar, Ilsey Juber, Lopez | A. Chal                 | 3:13    |  |
| 4.             | "I Luh Ya Papi" (com French Montana) | Noel Fisher, Andre Proctor, Karim Kharbouch, Lopez                                                                                        | Detail                  | 3:27    |  |
| 5.             | "Acting Like That" (com Iggy Azalea) | Youngblood, Yoni Ayal, Coles, James Smith, Pitts, Stephens, Amelia Kelly, Lopez                                                           | RoccStar, Ayal,(a)      | 3:17    |  |
| 6.             | "Emotions"                           | Chris Brown, Chantal Kreviazuk, Shama Joseph, Cory Rooney, Lopez                                                                          | Shama, Rooney           | 4:13    |  |
| 7.             | "So Good"                            | Youngblood, Ayal, Taylor Parks, Yacoub Kasawa, Pitts, Stephens, Lopez                                                                     | RoccStar, Ayal(a)       | 3:45    |  |
| 8.             | "Let It Be Me"                       | Harmony Samuels, Kirby Lauryen, Lopez | Samuels                 | 3:46    |  |
| 9.             | "Worry No More" (com Rick Ross)      | Fisher, Jake Troth, William Leonard Roberts II, Lopez                                                                                     | Detail                  | 3:49    |  |
| 10.            | "Booty" (com Pitbull)                | Rooney, Lopez, Benny Medina, Brown, Asia Bryant, Armando Pérez, Thomas Wesley Pentz, Lewis D. Gittus, Tedra Renee Wilson, Danny Omerhodic | Rooney, Lopez, Medina   | 3:23    |  |
| Duração total: | Duração total:                       | Duração total: | Duração total:          | 36:16   |  |

| Faixas bónus da edição deluxe |                             | |                                       |         |  |
| N.º                           | Título                      | Compositor(es) | Produtor(es)                          | Duração |  |
| 11.                           | "Tens" (com Jack Mizrahi)   | Jovan Taylor, Antwan Thompson, Charles Stephens III, Lopez                                                          | Taylor, Amadeus, Stephens III, Rooney | 3:55    |  |
| 12.                           | "Troubeaux" (com Nas)       | Andrew Wansel, Warren Felder, Steve Mostyn, Tiyon Mack, Ursula Yancy, Nasir Jones, Lopez, Marty Balin, Paul Kantner | @PopWansel, @Oak, @TheAceFace69       | 4:04    |  |
| 13.                           | "Expertease (Ready Set Go)" | Felder, Mostyn, Sia Furler, Lopez                                                                                   | @Oak, @TheAceFace69, RedOne(b)        | 4:04    |  |
| 14.                           | "Same Girl"                 | Brown, Thompson, Stephens III, Ryan Tedder, Lopez                                                                   | Amadeus, Tedder, Stephens III         | 4:05    |  |
| Duração total:                | Duração total:              | Duração total: | Duração total:                        | 52:26   |  |

| Faixas bónus da edição deluxe da Target |                    |                                                   |                     |         |  |
| N.º                                     | Título             | Compositor(es)                                    | Produtor(es)        | Duração |  |
| 15.                                     | "Charades"         | Qura Rankin, Tina Davis, Lopez                    | RoccStar, Rankin(a) | 2:52    |  |
| 16.                                     | "Girls" (com Tyga) | Dijon McFarlane, Bryant, Michael Stevenson, Lopez | DJ Mustard          | 4:39    |  |
| Duração total:                          | Duração total:     | Duração total:                                    | Duração total:      | 60:06   |  |

Notas
- Nota a: Denota um co-produtor.
- Nota b: Denota um produtor adicional.
- "Booty" contém demonstrações de "Dat a Freak" de Diplo e Swick (com a participação de TT the Artist e Lewis Cancut).
- "Troubeaux" contém demonstrações de "Today", interpretada por Tom Scott e The California Dreamers e escrita por Marty Balin e Paul Kantner.

## Prêmios e indicações
| LOS40 Music Awards               | Melhor Artista Latino              | Jennifer Lopez | Indicado |
| People's Choice Awards           | Artista Pop Favorita               | Jennifer Lopez | Indicado |
| World Music Awards               | Melhor Ato ao Vivo do Mundo        | Jennifer Lopez | Indicado |
| World Music Awards               | Melhor Entertainer do Mundo do Ano | Jennifer Lopez | Indicado |
| World Music Awards               | Melhor Artista Feminina do Mundo   | Jennifer Lopez | Indicado |
| World Music Awards               | Melhor Vídeo do Mundo              | I Luh Ya Papi  | Indicado |
| World Music Awards               | Melhor Música do Mundo             | I Luh Ya Papi  | Indicado |
| Telehit Awards                   | Glúteo de Ouro                     | Booty          | Indicado |
| International Dance Music Awards | Melhor Faixa Comercial/Pop Dance   | Booty          | Indicado |

## Desempenho nas tabelas musicais

### Posições
| Tabela musical (2014)                         | Melhor posição |
| --------------------------------------------- | -------------- |
| Alemanha - Media Control Charts               | 24             |
| Austrália - ARIA Albums Chart                 | 24             |
| Áustria - Ö3 Austria Top 40                   | 40             |
| Bélgica - Ultratop 50 (Flandres)              | 38             |
| Bélgica - Ultratop 50 (Valónia)               | 21             |
| Canadá - Canadian Albums                      | 12             |
| Croácia - Toplista                            | 12             |
| Coreia do Sul - Gaon Album Chart              | 58             |
| Espanha - PROMUSICAE                          | 14             |
| Estados Unidos - Billboard 200                | 8              |
| Estados Unidos - Billboard R&B/Hip-Hop Albums | 1              |
| Grécia - AGPP                                 | 4              |
| Irlanda - IRMA                                | 51             |
| Itália - FIMI                                 | 13             |
| Japão - Oricon                                | 38             |
| Países Baixos - Mega Album Top 100            | 39             |
| Reino Unido - UK Albums Chart                 | 41             |
| Reino Unido - UK R&B Albums Chart             | 4              |
| Rússia - Russia Top 25. Albums                | 4              |
| Suíça - Schweizer Hitparade                   | 15             |

## Histórico de lançamento
| País           | Data                | Edição(ões)    | Editora discográfica |
| -------------- | ------------------- | -------------- | -------------------- |
| Alemanha       | 13 de Junho de 2014 | Padrão         | Universal Music      |
| Países Baixos  | 13 de Junho de 2014 | Deluxe         | Capitol              |
| Portugal       | 16 de Junho de 2014 | Deluxe         | Universal Music      |
| Reino Unido    | 16 de Junho de 2014 | Padrão         | Capitol              |
| Canadá         | 17 de Junho de 2014 | Padrão, deluxe | Universal Music      |
| Estados Unidos | 17 de Junho de 2014 | Padrão, deluxe | Capitol              |
| Japão          | 18 de Junho de 2014 | Padrão         | Universal Music      |
| Austrália      | 20 de Junho de 2014 | Padrão, deluxe | Universal Music      |
| Brasil         | 20 de Junho de 2014 | Deluxe         | Universal Music      |